# Castello di Egeskov

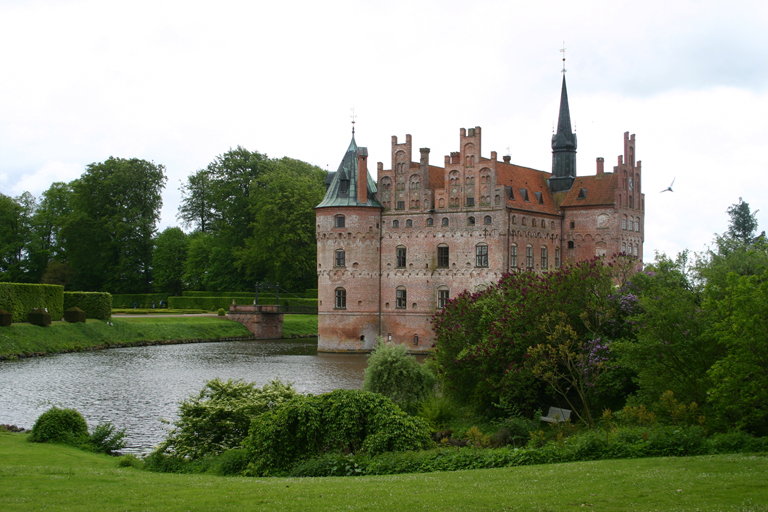
Il castello di Egeskov circondato dal laghetto

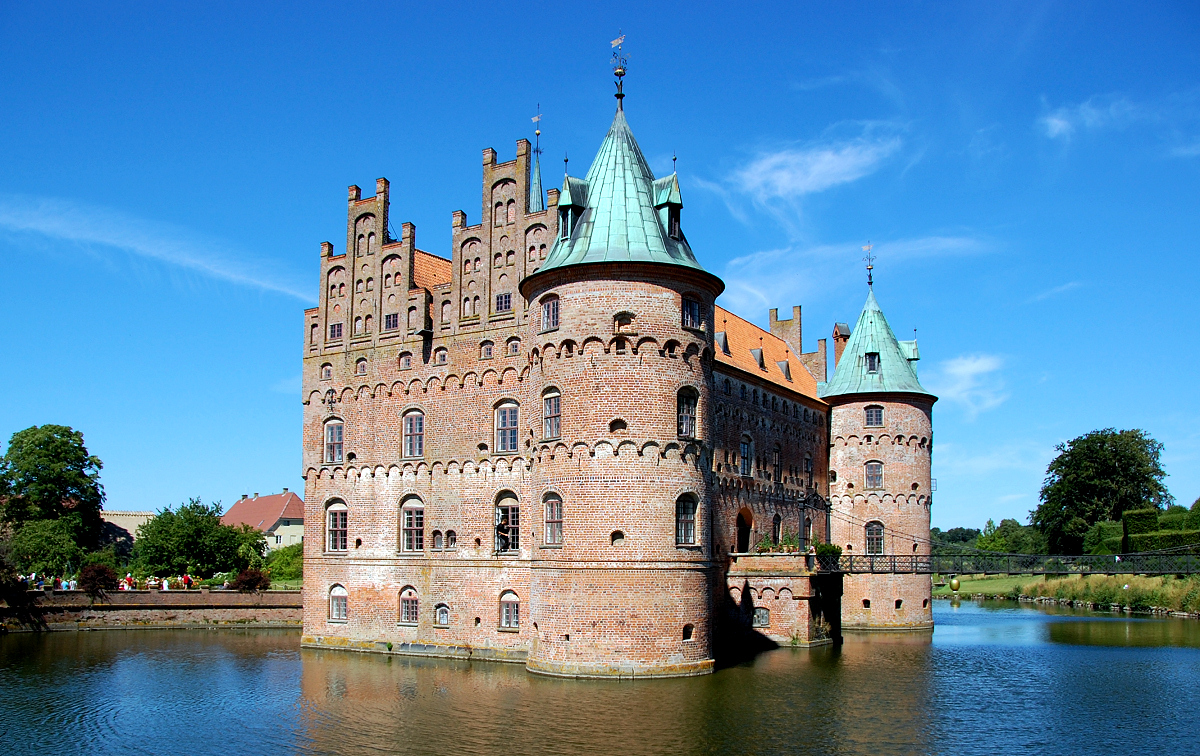
Facciata del castello di Egeskov

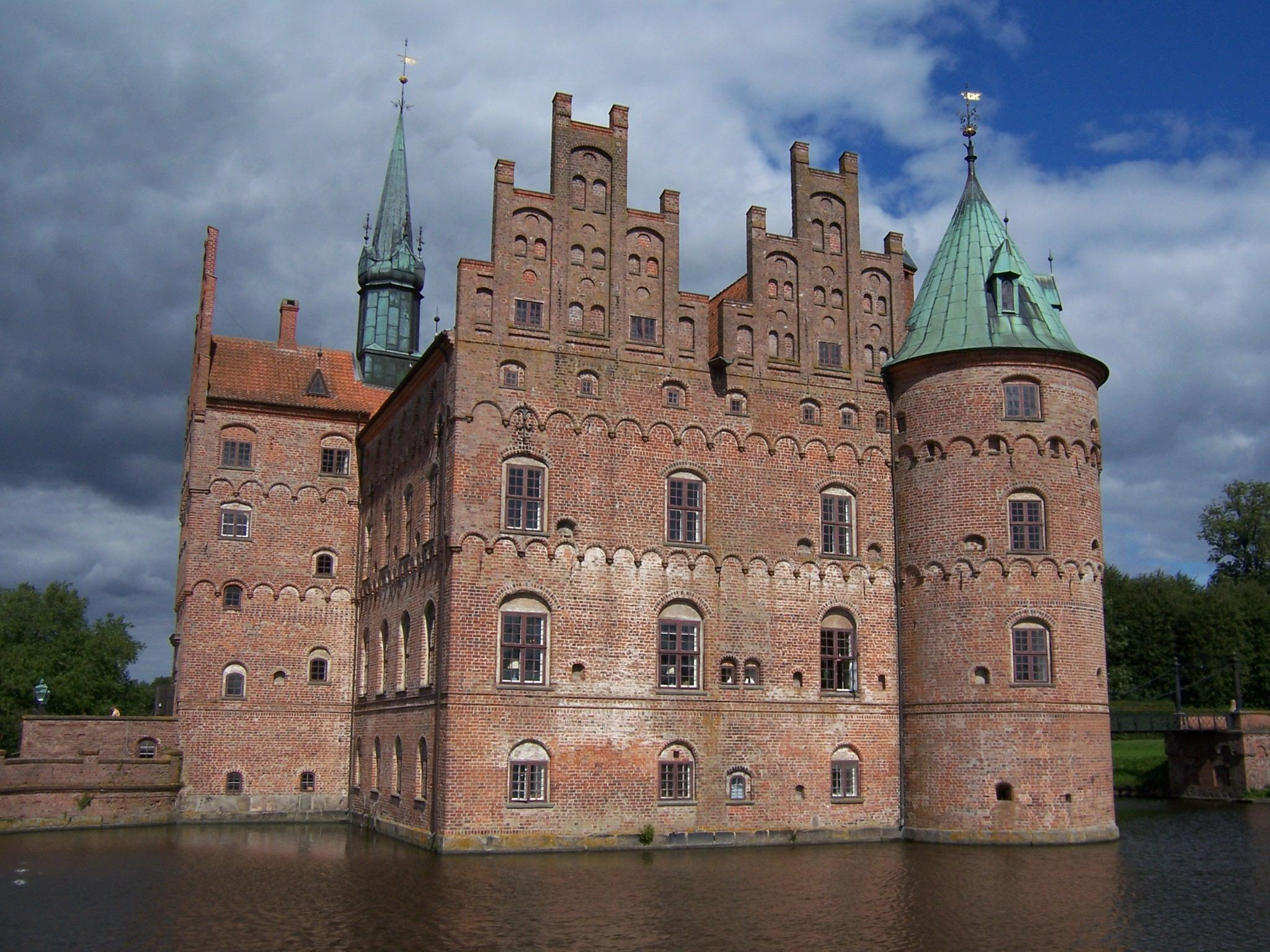
La facciata meridionale del castello

Il castello (di) Egeskov (in danese: Egeskov Slot, pron.: /'eːəsgɔu̯ slɔt/) è un castello rinascimentale della cittadina danese di Kværndrup (Faaborg-Midtfyn), nell'isola di Fionia (Fyn), costruito tra il 1524 e il 1554 in mezzo ad un laghetto della proprietà terriera di Egeskov per volere di Frands Brockenhuus. Si tratta probabilmente del castello in stile rinascimentale meglio conservato d'Europa.
Il nome dell'edificio e della tenuta, Egeskov, significa "foresta di querce" e farebbe riferimento alle fondamenta del castello, costituite appunto da migliaia di pali in legno di quercia e, in particolare, alla leggenda secondo cui, per ottenerle, si dovette attingere ad un'intera foresta.
L'edificio, di proprietà della famiglia Ahlefeldt-Laurvig-Bille,  accoglie circa 200 000 visitatori l'anno.

## Ubicazione
L'edificio si trova al nr. 18 di Egeskov Gade.

## Caratteristiche
Il castello è situato in un'area la cui superficie è di 40 acri.
All'interno del castello si trovano 66 stanze, arredate con mobili e dipinti antichi e trofei di caccia. L'edificio ospita dieci esposizioni museali, tra cui un museo delle automobili ed uno degli aerei

## Storia
Egeskov fu menzionato per la prima volta nel 1405. La struttura del castello fu eretta da Frands Brockenhuus nel 1554.
A causa dei problemi causati dalla guerra civile nota come Feudo del Conte (danese: Grevens fejde), dei disordini civili generali e della guerra civile che introduceva la Riforma protestante, la maggior parte dei nobili danesi costruì le proprie case come fortificazioni. Il castello è costruito su pali di quercia e si trova in un piccolo lago con una profondità massima di 5 metri (16 piedi). In origine, l'unico accesso era costituito da un ponte levatoio. Secondo la leggenda, ci volle un'intera foresta di querce per costruire le fondamenta, da cui il nome Egeskov (letteralmente "foresta di querce").
La tenuta appartiene alla famiglia Bille-Brahe dal 1784, quando la acquistò dai discendenti della famiglia Brockenhuus. Nel 1882 fu ereditata dai conti Ahlefeldt-Laurvig-Bille, che ne sono tuttora proprietari.

## Punti d'interesse

### Esterni

#### Giardino barocco
All'esterno del castello si trova un giardino in stile barocco.
Nel parco del castello ci sono quattro labirinti, di cui tre aperti al pubblico: uno di larici, uno di faggi, uno di tassi e uno di salici.
Fatto da siepi di faggio, il vecchio labirinto è stato creato nel 1730 per l'intrattenimento e il divertimento della famiglia. Oggi il labirinto è chiuso al pubblico, al fine di salvaguardarne l'integrità.
Il labirinto di tassi, realizzato nel 1989, è stato progettato dall'artista Piet Hein e ha al suo centro una meridiana alta 11 metri, Helix Helios, sempre di Hein.
Il labirinto di salici, sempre di Piet Hein, è stato aperto nel 1990 in sostituzione di un vecchio labirinto di faggi.
Il tempo medio necessario per trovare la strada verso il centro del labirinto è di 15 minuti.
Il labirinto di larici, progettato dal conte Claus Ahlefeldt, è il più recente, si trova fuori dal parco ed è ad ingresso gratuito.

### Interni
- Sala di caccia: la cosiddetta "Sala di caccia" era lo studio del conte Gregers Ahlefeldt-Laurvig-Bille. La stanza deve il proprio nome ai vari trofei collezionati dal conte durante le sue battute di caccia in Africa.[16]
- Sala d'oro: nella sala si possono ammirare i doni ricevuti dalla contessa Jessy Bille Brahe in occasione delle sue nozze (1875).
- Palazzo di Titania: il cosiddetto "Palazzo di Titania" (Titanias Palads) è una casa per le bambole, costruita nell'arco di 15 anni da Sir Nevile Wilkinson per la figlioletta.[17] L'opera si compone di oltre 3.000 pezzi.[3][17][18]

## Premi
Nel 2012 ha vinto il primo premio del European Garden Heritage Network nella categoria "Gestione o sviluppo di un parco o giardino storico".

## Galleria d'immagini

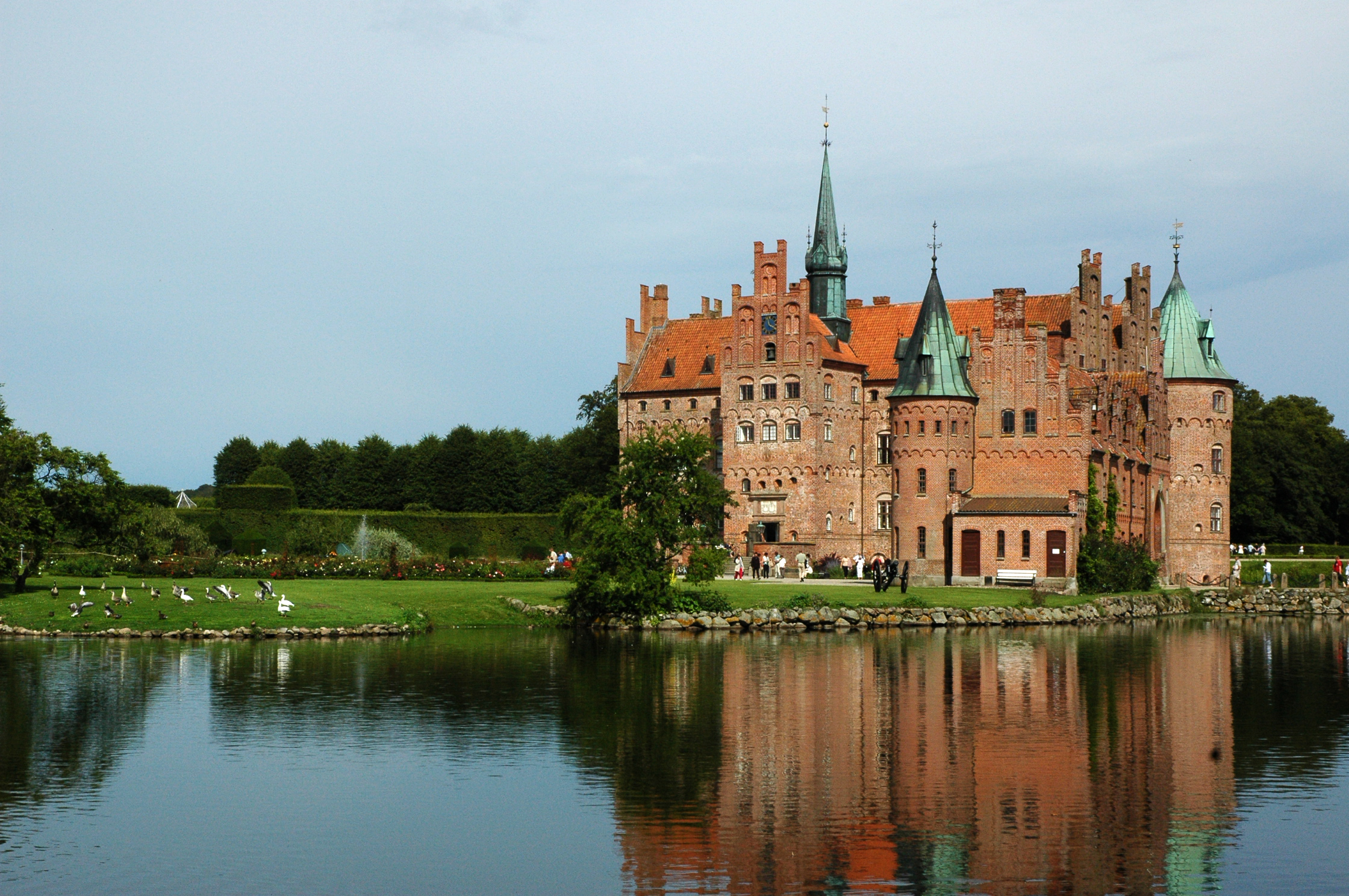
Veduta del castello dal lago antistante
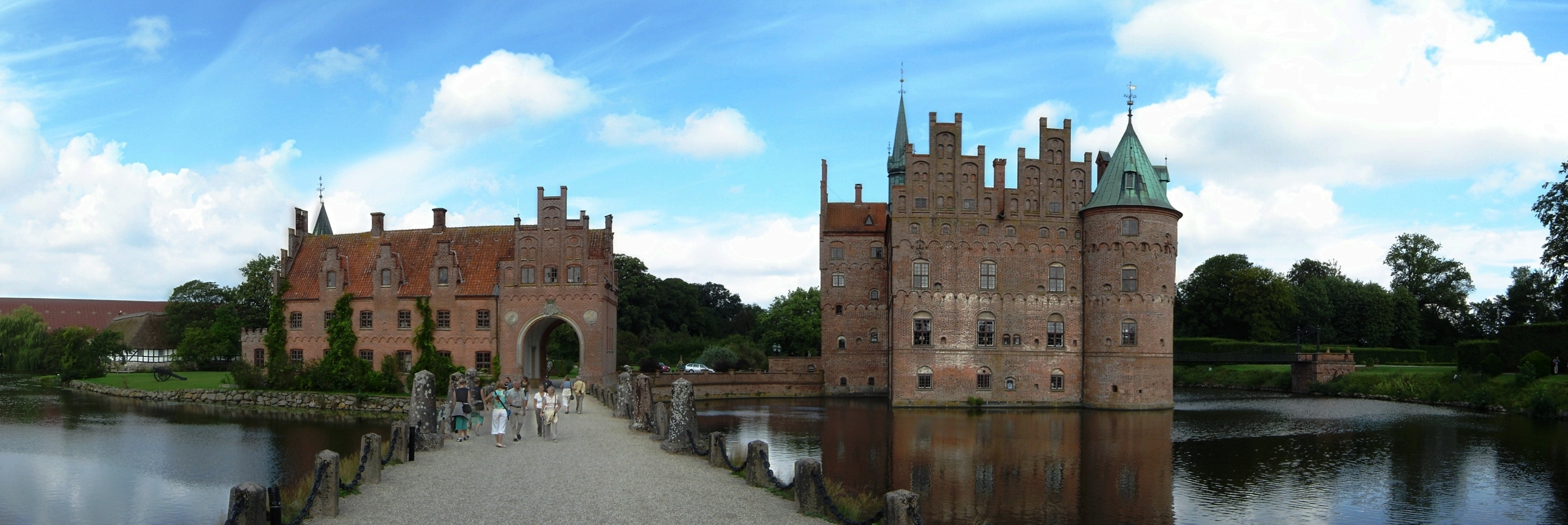
Panoramica della tenuta di Egeskov con il castello
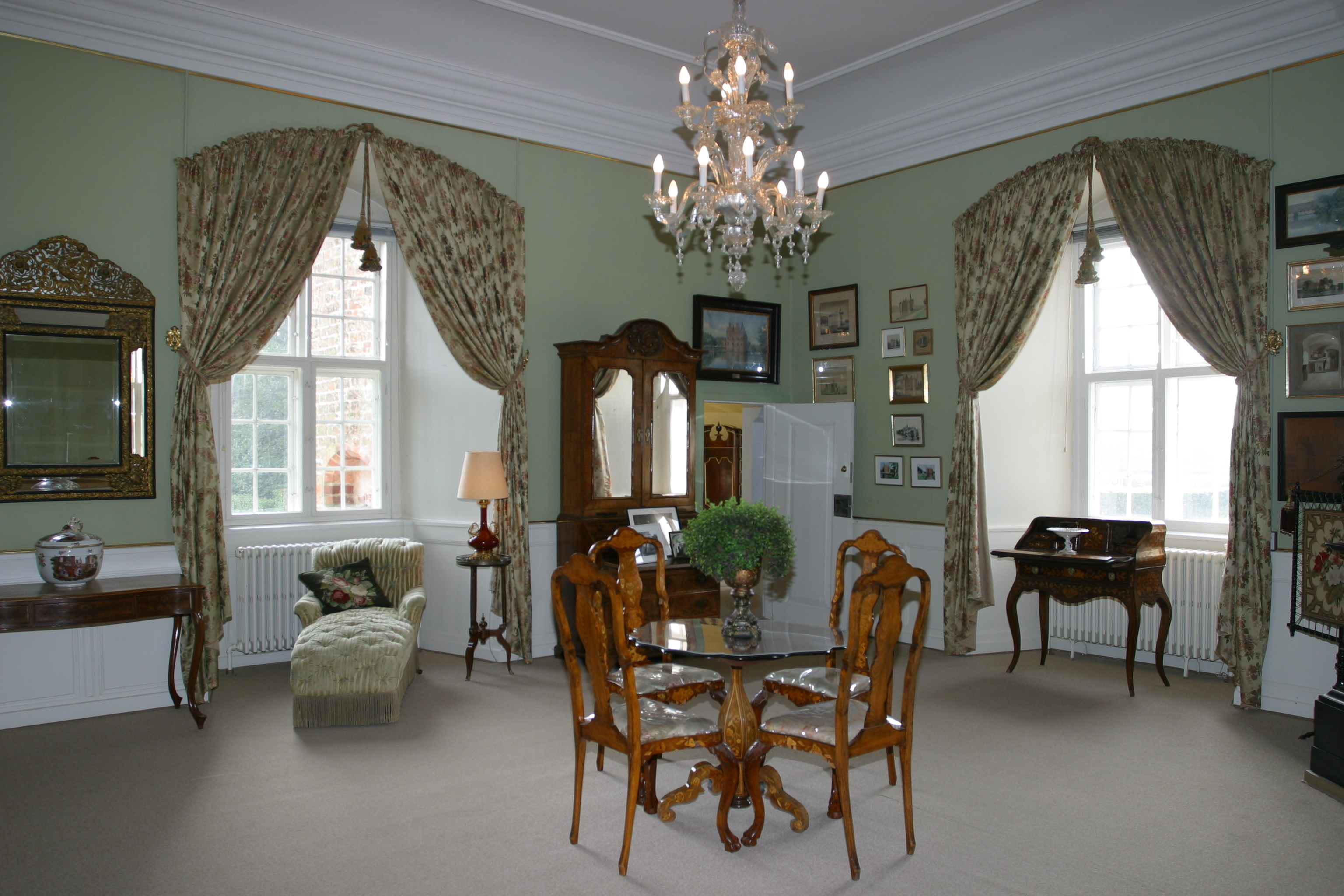
La stanza dell'ammiraglio
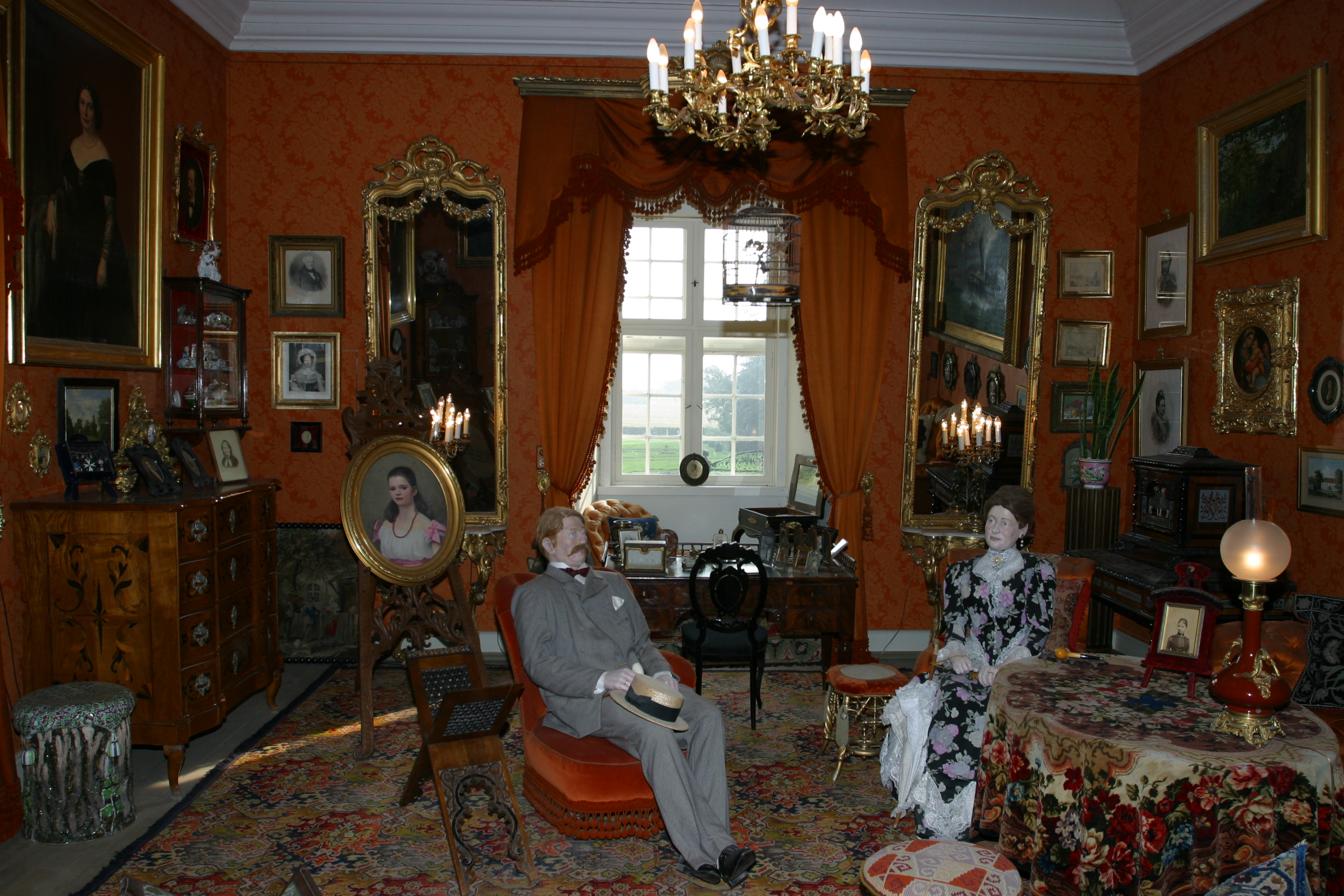
Una stanza del castello
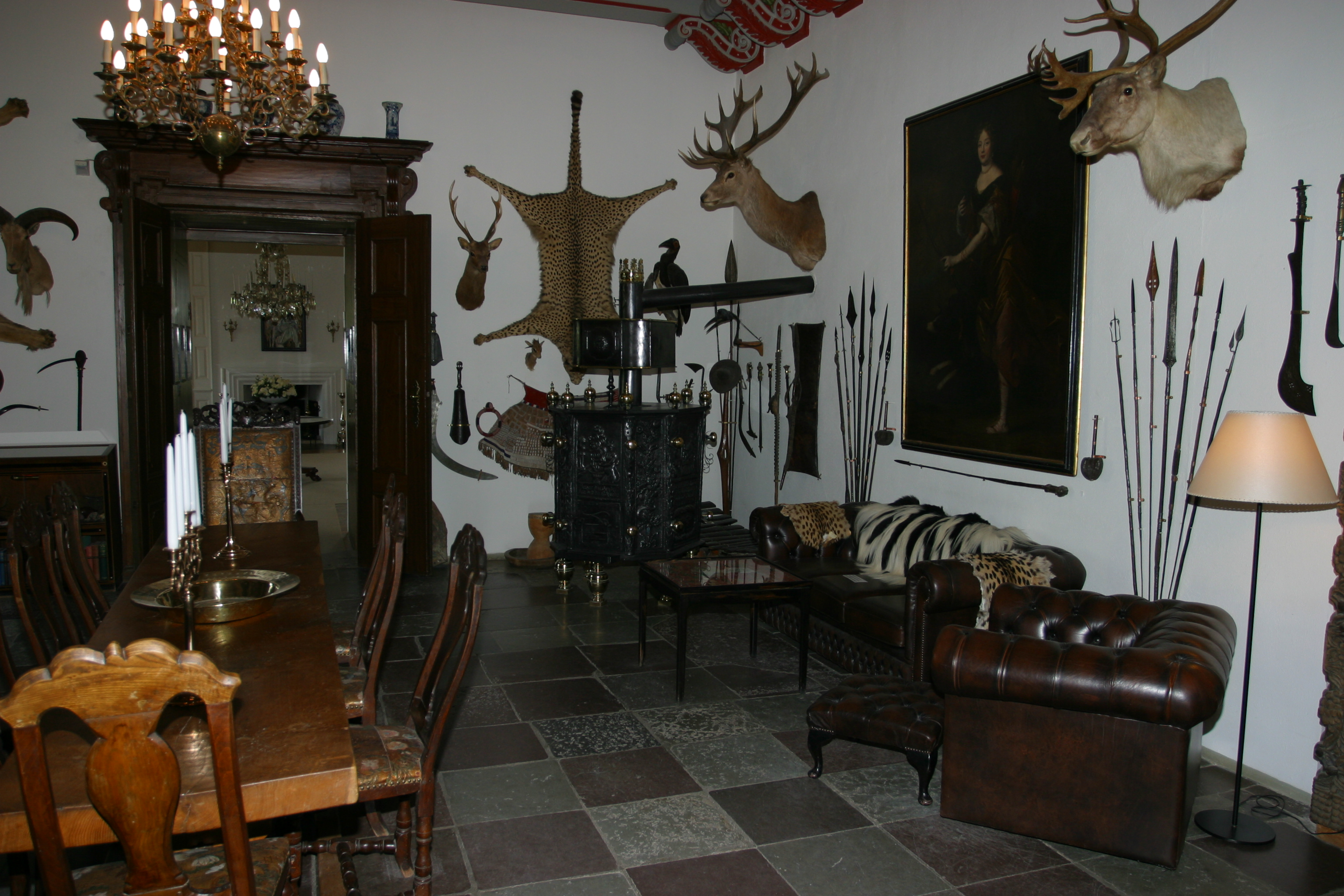
La sala di caccia